# لوكاش ياروليم
لوكاش ياروليم (بالتشيكية:Lukáš Jarolím) (مواليد 29 يوليو 1976 في باردوبيتشي - تشيكوسلوفاكيا) لاعب كرة قدم تشيكي يلعب حاليا لصالح نادي الدرجة الأولى سيينا الإيطالي منذ 2007 في مركز الوسط المحوري.

## مشواره الكروي
بدأ مشواره الكروي في فريق سلافيا براغ التشيكي لفئة الشباب، أين كان والده لاعبا في الفريق الأول.
في موسم 1996-1997 تمت إعارته لفريقي يونيون شيب وبوديوفيتش، بعدها انتقل إلى فريق بريبرام، حيث بقى معه إلى غاية يناير 2003، أين أمضى لنادي سيدان الفرنسي.
لينتقل بعدها للدرجة الثانية الألمانية وبالذات لنادي فيورث، قبل أن يعود مجددا للبطولة التشيكية ويخوض تجربة جيدة مع نادي سلوفاكو، أين لعب 29 مباراة سجل فيها هدفين ثم عاد بعدها لفريق سلافيا براغ في سنة 2005، حيث أصبح قائدا لهذا الفريق، وقد لعب فيه موسمين أخرى ين قبل أن ينضم سنة 2007 لفريقه الحالي سيينا.

## وصلات خارجية
- لوكاش ياروليم على موقع الاتحاد التشيكي (الإنجليزية)
- لوكاش ياروليم على موقع رابطة كرة القدم الفرنسية للمحترفين (الإنجليزية)
- لوكاش ياروليم على موقع قاعدة بيانات كرة القدم.إي يو (الإنجليزية)
- لوكاش ياروليم على موقع عالم كرة القدم.نت (الإنجليزية)

معلومات عن اللاعب من موقع غول (بالإنجليزية)